# VM i landevejscykling 2012
Verdensmesterskaberne i landevejscykling 2012 blev afholdt i Limburg, Holland 16-23. september 2012. Dette var den 85. udgave af VM i landevejscykling. Enkeltstartsløbene blev kørt mellem Heerlen – Valkenburg aan de Geul i Holland og linjeløbene på en rute i omkring Maastricht.
Arrangementet bestod af holdløb, landevejsløb og enkeltstart for herrer, damer og herrer under 23, samt juniorherrer og -damer. Castelfidardo ved Loreto i Italien var også VM-kandidat, men da Italien havde holdt VM i Varese i 2008 blev Limburg i Holland valgt. Sidste gang Holland var vært for VM i cykling var i 1994.

## Programmet
Søndag 16. September
Kvindernes Holdtidsørsel (34,2 km)
Mændenes Holdtidskørsel (53,2 km)
Mandag 17. September
Mændenes Junior enkelstart (26,6 km)
Mændenes U/23 enkelstart (36 km)
Tirsdag 18. September
Kvindernes Junior enkelstart (15,6 km)
Kvindernes enkelstart (24,3 km)
Onsdag 19. September
Mændenes enkelstart (45,7 km)
Fredag 21. September
Kvindernes Junior linjeløb (65 km)
Lørdag 22. September
Mændenes U/23 linjeløb (177 km)
Kvindernes linjeløb (129 km)
Søndag 23. September
Mændenes Junior linjeløb (129 km)
Mændenes linjeløb (267 km)

## Resultater
| Begivenhed:                | Guld:                                | Tid               | Sølv:                           | Tid             | Bronze:                               | Tid               |
| Herrer                     |                                      |                   |                                 |                 |                                       |                   |
| Holdtidskørsel             | Omega Pharma-Quick Step · Belgien    | 1:03.17 timer     | BMC Racing Team · USA           | +3'23 sekunder  | Orica-GreenEDGE · Australien          | +47'06 sekunder   |
| Landevejsløb               | Philippe Gilbert · Belgien           | 6t 10' 41"        | Edvald Boasson Hagen · Norge    | + 4"            | Alejandro Valverde · Spanien          | + 5"              |
| Enkeltstart                | Tony Martin · Tyskland               | 58.38'76 minutter | Taylor Phinney · USA            | +5'37 sekunder  | Vasil Kiryenka · Hviderusland         | +1.44'99 sekunder |
| Damer                      |                                      |                   |                                 |                 |                                       |                   |
| Holdtidskørsel             | Team Spezialized-Lulumeon · Tyskland | 46.31'63 minutter | Orica-AIS · Australien          | +24'19 sekunder | AA Drink · Holland                    | +1.59'32 minutter |
| Landevejsløb               | Marianne Vos · Holland               | 3.14'29" timer    | Rachel Neyan · Australien       | + 10"           | Elisa Longo Borghini · Italien        | + 18"             |
| Enkeltstart                | Judith Arndt · Tyskland              | 32.26'26 minutter | Evelyn Stevens · USA            | +33'77 sekunder | Linda Melaine Villumsen · New Zealand | +40'57 sekunder   |
| Herrer U23                 |                                      |                   |                                 |                 |                                       |                   |
| U23 landevejsløb           | Alexey Lutsenko · Kasakhstan         | 4:20.15 timer     | Bryan Coquard · Frankrig        | +0 sekunder     | Tom Van Asbroeck · Belgien            | +0 sekunder       |
| U23 enkeltstart            | Anton Vorobyev · Rusland             | 44.09'02 minutter | Rohan Dennis · Australien       | +44'39 sekunder | Damien Howson · Australien            | +51'12 sekunder   |
| Junior herrer              |                                      |                   |                                 |                 |                                       |                   |
| Junior herrer landevejsløb | Matej Mohoric · Slovenien            | 3:00.45 timer     | Caleb Ewan · Australien         | +0 sekunder     | Jusip Rumac · Kroatien                | +0 sekunder       |
| Junior herrer enkeltstart  | Oskar Svendsen · Norge               | 35.34 minutter    | Matej Mohoric · Slovenien       | +07 sekunder    | Maximilian Schachmann · Tyskland      | +12 sekunder      |
| Junior damer               |                                      |                   |                                 |                 |                                       |                   |
| Junior damer landevejsløb  | Lucy Garner · Storbritannien         | 22.11'26 minutter | Eline Brustad · Norge           | +0 sekunder     | Anna Stricker · Italien               | +0 sekunder       |
| Junior damer enkeltstart   | Elinor Barker · Australien           | 22.26'29 minutter | Cecilie Uttrup Ludwig · Danmark | +35'87 sekunder | Demi de Jong · Holland                | +1.03'13 minutter |

## Medaljefordeling
| Plads | Nation         | Guld | Sølv | Bronze | Total |
| ----- | -------------- | ---- | ---- | ------ | ----- |
| 1     | Tyskland       | 3    | 0    | 1      | 4     |
| 2     | Belgien        | 2    | 0    | 1      | 3     |
| 3     | Storbritannien | 2    | 0    | 0      | 2     |
| 4     | Norge          | 1    | 2    | 0      | 3     |
| 5     | Holland        | 1    | 0    | 2      | 3     |
| 6     | Kasakhstan     | 1    | 0    | 0      | 1     |
| 6     | Rusland        | 1    | 0    | 0      | 1     |
| 8     | Australien     | 0    | 3    | 2      | 5     |
| 9     | USA            | 0    | 3    | 0      | 3     |
| 10    | Danmark        | 0    | 1    | 0      | 1     |
| 10    | Frankrig       | 0    | 1    | 0      | 1     |
| 10    | Slovenien      | 0    | 1    | 0      | 1     |
| 13    | Italien        | 0    | 0    | 2      | 2     |
| 14    | Hviderusland   | 0    | 0    | 1      | 1     |
| 14    | New Zealand    | 0    | 0    | 1      | 1     |
| 14    | Spanien        | 0    | 0    | 1      | 1     |
| Total | Total          | 11   | 11   | 11     | 33    |